# BSV Kickers Emden
BSV Kickers Emden is een Duitse betaaldvoetbalclub uit de havenstad Emden, deelstaat Neder-Saksen, die in de Landesliga Weser-Ems speelt.
De clubkleuren zijn blauw-wit en de club speelt haar thuiswedstrijden in het Ostfriesland-Stadion, dat plaats biedt aan 7.200 toeschouwers.

## Geschiedenis
Op 24 maart 1946 werd BSV Kickers Emden door meerdere voetballers opgericht, als opvolger van clubs die aan het einde van de Tweede Wereldoorlog noodgedwongen waren opgeheven. De vereniging telt momenteel rond de 700 leden, hoofdzakelijk in de voetbalafdeling.

### Clubsuccessen
1951 Kampioen Amateuroberliga Niedersachsen-West (Deelname aan de nacompetitie naar de Oberliga Nord)
1970 Kampioen Verbandsliga Niedersachsen-Nord
1989 Kampioen Verbandsliga Niedersachsen
1991 Kampioen Verbandsliga Niedersachsen (Promotie naar de Amateuroberliga Nord)
1994 Norddeutscher Amateurkampioen (Deelname aan de nacompetitie naar de 2. Bundesliga)
1996 Niedersächsischer Verbandspokalwinnaar
2000 Niedersächsischer Verbandspokalwinnaar
2000 Kampioen Oberliga Niedersachsen/Bremen
2003 Kampioen Oberliga Niedersachsen/Bremen
2005 Kampioen Oberliga Nord (Aufstieg in die Regionalliga Nord)
2008 Kwalificatie voor de 3. Liga
2008 Kwalificatie voor de DFB-Pokal

### Heden
In 1991 lukte het de club te promoveren naar het destijds derde niveau, de Oberliga Nord. In 1994 behaalde Kickers Emden in deze klasse zelfs het kampioenschap, maar de club redde het niet om in de promotie/degradatiewedstrijden promotie naar de 2. Bundesliga af te dwingen. Wel werd een toeschouwersrecord gevestigd in die wedstrijden met officieel 12.000, en volgens sommige bronnen zelfs 14.000 toeschouwers.
Er volgden enkele wisselvallige jaren. De club behaalde in het seizoen 2004/2005 echter het kampioenschap van de nieuw opgerichte Oberliga Nord en dwong daarmee weer promotie af naar het derde niveau, de Regionalliga, die -anders dan in de jaren 90- toen de helft van Duitsland besloeg.
In het seizoen 2006/2007 streed de club, tegen de verwachtingen in, lang mee om promotie. Aan het einde van de competitie kwam de club echter twee punten te kort voor promotie naar de 2. Bundesliga. De toeschouwersaantallen stegen echter en de club maakt door de resultaten een opleving door.
Door de goede resultaten in het seizoen 2007/2008 mocht Kickers Emden in de nieuw gevormde 3. Liga gaan spelen waarin het in het eerste seizoen als 6e eindigde. Na één seizoen degradeerde de club.

### Sportief drama
Na een fantastisch seizoen waarin de club uit Ost-Friesland lange tijd koploper was in de derde liga en zesde eindigde, besloot het bestuur zich terug te trekken uit het betaalde voetbal.
Hoewel Kickers Emden de mogelijkheid had om in de vierde liga (Regionalliga) uit te komen, nam het bestuur een nog drastischer stap door het nieuwe seizoen te beginnen in de vijfde liga (Oberliga Nedersaksen west). Het clubbestuur nam die stap, omdat de club in financieel zeer zwaar weer terecht was gekomen. De sportieve neergang was te wijten aan geldgebrek. Het bestuur was er niet in geslaagd de financiën op orde te krijgen.
Tot op het laatste moment was het bestuur koortsachtig bezig om de begroting sluitend te krijgen. Er bleef echter een financieel gat van circa één miljoen euro over. Daarnaast was de financiering van het nieuw te bouwen stadion nog bij lange na niet geregeld. De kosten worden op ongeveer negen miljoen euro geschat. Omdat het huidige stadion niet aan de DFB-eisen voldoet moest Emden nieuw bouwen. In 2012 ging de club failliet en werd uit de lopende competitie gezet.

## Stadion

### Embdena-Stadion
Het Embdena-Stadion is een voetbalstadion met plaats voor 7.200 toeschouwers in Emden. Sinds 1950 is het de thuisbasis van de voetbalclub BSV Kickers Emden.

### Ostfriesland Arena
In 2009 gaat de club beginnen met het bouwen van een nieuw stadion, de Ostfriesland Arena. Het stadion zal uiteindelijk plaats moeten gaan bieden aan 15.000 toeschouwers.

## Eindklasseringen vanaf 1964
| Seizoen | Competitie                         | Niveau | Eindstand | DFB Pokal | Opmerking                                                                                     |
| ------- | ---------------------------------- | ------ | --------- | --------- | --------------------------------------------------------------------------------------------- |
| 1963/64 | Amateuroberliga Niedersachsen-West | III    | 13        | --        |                                                                                               |
| 1964/65 | Verbandsliga Niedersachsen-Nord    | IV     | 6         | --        |                                                                                               |
| 1965/66 | Verbandsliga Niedersachsen-Nord    | IV     | 4         | --        |                                                                                               |
| 1966/67 | Verbandsliga Niedersachsen-Nord    | IV     | 8         | --        |                                                                                               |
| 1967/68 | Verbandsliga Niedersachsen-Nord    | IV     | 2         | --        | play-off om kampioenschap > VfL Oldenburg: 2-2 n.v. / 2-4                                     |
| 1968/69 | Verbandsliga Niedersachsen-Nord    | IV     | 2         | --        |                                                                                               |
| 1969/70 | Verbandsliga Niedersachsen-Nord    | IV     | 1         | --        | 2e in promotieserie met 4 clubs                                                               |
| 1970/71 | Landesliga Niedersachsen           | III    | 8         | --        |                                                                                               |
| 1971/72 | Landesliga Niedersachsen           | III    | 12        | --        | 1e in promotieserie met 4 clubs                                                               |
| 1972/73 | Landesliga Niedersachsen           | III    | 13        | --        |                                                                                               |
| 1973/74 | Verbandsliga Niedersachsen-Nord    | IV     | 3         | --        | invoering Oberliga Nord                                                                       |
| 1975-82 | onbekend                           |        |           |           |                                                                                               |
| 1982/83 | Landesliga Niedersachsen-West      | V      | 1         | --        |                                                                                               |
| 1983/84 | Verbandsliga Niedersachsen         | IV     | 13        | --        |                                                                                               |
| 1984/85 | Verbandsliga Niedersachsen         | IV     | 14        | --        |                                                                                               |
| 1985/86 | Verbandsliga Niedersachsen         | IV     | 16        | --        |                                                                                               |
| 1986/87 | Landesliga Niedersachsen-West      | V      | ?         | --        |                                                                                               |
| 1987/88 | Landesliga Niedersachsen-West      | V      | 1         | --        |                                                                                               |
| 1988/89 | Verbandsliga Niedersachsen         | IV     | 1         | --        | 4e in promotieserie groep A                                                                   |
| 1989/90 | Verbandsliga Niedersachsen         | IV     | 4         | --        |                                                                                               |
| 1990/91 | Verbandsliga Niedersachsen         | IV     | 1         | --        | 1e in promotieserie groep A                                                                   |
| 1991/92 | Oberliga Nord                      | III    | 6         | --        |                                                                                               |
| 1992/93 | Oberliga Nord                      | III    | 8         | 1e ronde  | < 1. FC Saarbrücken: 1-5                                                                      |
| 1993/94 | Oberliga Nord                      | III    | 1         | --        | 4e in promotieserie met FSV Frankfurt, SSV Ulm 1846 en Eintracht Trier                        |
| 1994/95 | Regionalliga Nord                  | III    | 4         | --        |                                                                                               |
| 1995/96 | Regionalliga Nord                  | III    | 4         | --        | Winnaar NFV-Pokal > SSV Vorsfelde: 3-0 n.v.                                                   |
| 1996/97 | Regionalliga Nord                  | III    | 9         | 1e ronde  | < Fortuna Düsseldorf: 1-3                                                                     |
| 1997/98 | Regionalliga Nord                  | III    | 8         | --        |                                                                                               |
| 1998/99 | Regionalliga Nord                  | III    | 16        | --        |                                                                                               |
| 1999/00 | Oberliga Niedersachsen/Bremen      | IV     | 1         | --        | promotie play-off > Lüneburger SK: 1-1/0-2; Winnaar NFV-Pokal > Lüneburger SK: 0-0 (3-2 n.s.) |
| 2000/01 | Oberliga Niedersachsen/Bremen      | IV     | 2         | 1e ronde  | < 1. FSV Mainz 05: 0-1                                                                        |
| 2001/02 | Oberliga Niedersachsen/Bremen      | IV     | 8         | --        |                                                                                               |
| 2002/03 | Oberliga Niedersachsen/Bremen      | IV     | 1         | --        | promotie play-off > VfR Neumünster: 2-1 uit / 2-3 thuis                                       |
| 2003/04 | Oberliga Niedersachsen/Bremen      | IV     | 6         | --        | gekwalificeerd voor de éénklassige Oberliga Nord                                              |
| 2004/05 | Oberliga Nord                      | IV     | 1         | --        |                                                                                               |
| 2005/06 | Regionalliga Nord                  | III    | 9         | --        |                                                                                               |
| 2006/07 | Regionalliga Nord                  | III    | 4         | --        |                                                                                               |
| 2007/08 | Regionalliga Nord                  | III    | 9         | --        | gekwalificeerd voor de 3. Liga                                                                |
| 2008/09 | 3. Liga                            | III    | 6         | --        | winnaar Niedersachsenpokal > Eintracht Braunschweig: 2-1; Geen licentie meer aangevraagd      |
| 2009/10 | Oberliga Niedersachsen-West        | V      | 5         | 1e ronde  | < 1. FC Köln: 0-3                                                                             |
| 2010/11 | Oberliga Niedersachsen             | V      | 4         | --        | finalist Niedersachsenpokal > Eintracht Braunschweig: 1-2                                     |
| 2011/12 | Oberliga Niedersachsen             | V      | 17        | 1e ronde  | < FSV Frankfurt: 1-5 n.v. ; Failliet, alle wedstrijden geannuleerd                            |
| 2012/13 | Landesliga Weser/Ems               | VI     | 8         | --        |                                                                                               |
| 2013/14 | Landesliga Weser/Ems               | VI     | 10        | --        |                                                                                               |
| 2014/15 | Landesliga Weser/Ems               | VI     | 3         | --        |                                                                                               |
| 2015/16 | Landesliga Weser/Ems               | VI     | 4         | --        |                                                                                               |
| 2016/17 | Landesliga Weser/Ems               | VI     | 5         | --        |                                                                                               |
| 2017/18 | Landesliga Weser/Ems               | VI     | 2         | --        |                                                                                               |
| 2018/19 | Landesliga Weser/Ems               | VI     | 2         | --        | kampioen SV Bevern zag af van promotie                                                        |
| 2019/20 | Oberliga Niedersachsen             | V      | 8         | --        | competitie afgebroken i.v.m. coronapandemie                                                   |
| 2020/21 | Oberliga Niedersachsen             | V      | --        | --        | Competitie afgebroken i.v.m. Corona-pandemie. Er wordt geen stand opgemaakt.                  |
| 2021/22 | Oberliga Niedersachsen             | V      | 2         | --        | winnaar promotieserie met 4 clubs                                                             |
| 2022/23 | Regionalliga Nord                  | IV     | 19        |           |                                                                                               |
| 2023/24 | Oberliga Niedersachsen             | V      | 1         | --        | Ligatopscorer: Tido Steffens (26)                                                             |
| 2024/25 | Regionalliga Nord                  | IV     | 2         | --        |                                                                                               |
| 2025/26 | Regionalliga Nord                  | IV     | .         | --        |                                                                                               |